# Time goes by
《Time goes by》是日本樂隊Every Little Thing的第8張單曲作品。

## 簡介
- 富士電視於1998年1月8日至同年3月19日播放的木10劇甜蜜結婚（日语：甘い結婚）的主題曲。
- 是第一首抒情的單曲作品。
- 封面是在吉祥寺的戲院拍攝的。持田表示封面的自己是有經過後期修整的。
- 德永英明在2007年翻唱了這首歌曲。
- 中西保志亦於2008年翻唱這首歌曲。
- 持田在2008年2月27日播的音樂節目SONGS中曾表示當時沒有了解歌曲（指Time goes by）當中的意思便唱了這首歌了（当時は歌の意味を理解せずに歌っていた）。
- 繼Face the change再次被用作Toyota Hilux Surf SSR-V Limited 的廣告歌。

## 收錄作品
1. Time goes by
  - 作詞：作曲：編曲：五十嵐充（日语：五十嵐充）

是一首前奏由鋼琴帶起的的一首抒情曲目之一。其實開頭持田的「wow wow wow…」的五十嵐充建議的。第二張專輯『Time to Destination』特別收錄了樂曲的管弦樂伴奏版，而精選專輯『Every Best Single +3』等數張專輯有收錄本曲。
2. Time goes by -Bad Attitude Mix-
3. Time goes by -Instrumental-

## 改編
此歌曲亦被改編為國語版本，由中國藏族女歌手阿蘭·達瓦卓瑪填詞及主唱（歌名相同），收錄於《十念》專輯中。